# Šandor Tot
Šandor Tot (serbisch-kyrillisch Шандор Тот, ungarisch Sándor Tóth; * 16. Februar 1972 in Novi Sad) ist ein serbisch-ungarischer Poolbillardspieler. 
Sein bisher größter Erfolg ist der Sieg bei der Poolbillard-Europameisterschaft im 8-Ball 2002. Zudem gewann er bereits zwei Turniere der Euro-Tour und stand in einem weiteren im Finale.
Tots bestes Ergebnis bei einer Weltmeisterschaft ist bislang das Erreichen des Viertelfinals bei der WPA-9-Ball-Weltmeisterschaft 2010. Zuvor schaffte er es bei der WM 2006 schon einmal bis ins Achtelfinale. Er hat zudem bereits über 15 ungarische Meisterschaften gewonnen.
Sein Spitzname in der Billardszene ist Balkan Express. Er spielt mit einem Queue von Longoni.